# Lina Bruna Rasa
Lina Bruna Rasa (Padova, 24 settembre 1907 – Cernusco sul Naviglio, 20 settembre 1984) è stata un soprano italiano.

Era particolarmente apprezzata per le sue interpretationi nel repertorio verista e una delle preferite di Pietro Mascagni che la considerava la Santuzza ideale. Bruna Rasa creò i ruoli di Atte nel Nerone di Mascagni, Cecilia Sagredo in La Sagredo di Franco Vittadini e Chiara d'Assisi nell'oratorio di Licinio Refice del 1926, Trittico francescano. Ha anche cantato il ruolo di Tsaritsa Militrisa nella prima Italiana del lavoro di Nikolai Rimsky-Korsakov La favola dello zar Saltan.

## Biografia
Nacque a Padova e iniziò i suoi studi musicali all'età di 14 anni, studiando con Guido Palumbo e Italiano Tabarin nella sua Padova e più tardi a Milano con Manlio Bavagnoli. La sua apparizione in un concerto del 1925 al Teatro La Fenice cantando l'aria Suicidio da La Gioconda fu particolarmente apprezzata. Alla fine di quell'anno, all'età di 18 anni fece il suo debutto operistico, cantando il ruolo di Elena nel Mefistofele di Boito al Teatro Politeama di Genova. Debuttò al Teatro Regio di Torino nello stesso ruolo il 21 febbraio 1926 e fu ingaggiata da Toscanini per cantare Elena all'apertura della stagione della Scala del 1927, dove debuttò il 16 novembre 1927. Continuò a cantare in molte esecuzioni importanti che includevano le prime mondiali del Nerone di Mascagni, La Sagredo di Franco Vittadini, la prima italiana de The Tale of Tsar Saltan di Rimsky-Korsakov e alcune delle ultime esecuzioni di Sly di Wolf-Ferrari, La Maddalena di Vincenzo Michetti e La campana sommersa di Respighi. Uscendo dal suo repertorio abituale cantò Matilde per la celebrazione scaligera del 100º anniversario del Guglielmo Tell di Rossini.
Negli anni tra il 1926 e il 1933 Bruna Rasa ha cantato in tutta Italia così come a Montecarlo, Nizza, Losanna e Barcellona, dove ha cantato Aida al Gran Teatre del Liceu. Più lontano viaggiò in Egitto nel 1927, dove cantò in Aida e Omòniza al Teatro Reale del Cairo. Nel 1929, fu ingaggiata dal impresario teatrale Faustino Da Rosa per una serie di spettacoli in Sud America. Fece il suo debutto al Teatro Colón di Buenos Aires il 14 giugno 1929 come Maddalena de Coigny in Andrea Chénier con Georges Thill come Chénier. Inoltre cantò in Cavalleria rusticana, Tosca e La campana sommersa nella sua prima in America del Sud. Nel mese di agosto i cantanti di Da Rosa continuarono in Uruguay dove cantò Andrea Chénier (di nuovo con Thill) e Tosca al Teatro Solis di Montevideo.
Le prime prove di Bruna Rasa come Santuzza in Cavalleria rusticana, il ruolo per il quale ha è ricordata oggi, furono nel 1927 a Losanna e Bari. Il compositore dell'opera, Pietro Mascagni e Bruna Rasa si incontrarono per la prima volta a Venezia nel mese di luglio 1928, quando diresse un'esecuzione di Cavalleria Rusticana in Piazza San Marco davanti a una folla di 35 000 persone. Mascagni fu colpito dalla sua intensità drammatica e la sua voce potente ma bellissima. Era diventata la sua Santuzza preferita. Successivamente diresse molte delle esecuzioni della Rasa nello stesso ruolo sia in Italia che all'estero e la scelse per la registrazione del 1940 di Cavalleria Rusticana che segnava il 50º anniversario della sua prima. È l'unica registrazione dell'opera completa in studio che sia diretta dallo stesso Mascagni.

Nei primi anni 1930 Bruna Rasa aveva iniziato a mostrare segni di malattia mentale, che fu la causa del suo ritiro prematuro dal palco. Questo peggiorò con la morte della madre nel 1935. Ella subì un grave esaurimento che la portò a passare periodi sempre più lunghi lontano dal palco, spesso in sanatori. Gino Bechi che aveva cantato con lei nella registrazione del 1940 di Cavalleria Rusticana ricordava che durante le sessioni di registrazione lei gli avrebbe chiesto con insistenza se avesse notato i cavalli bianchi dietro le quinte che credeva fossero in attesa di portarla via, ma sarebbe diventata completamente lucida quando la musica cominciò. Il tenore Giovanni Breviario che ha cantato con lei a Lecco nel 1941 ricordava:
Il 20 luglio 1942 cantò in Cavalleria Rusticana all'arena all'aperto di Pesaro. Doveva essere la sua ultima esecuzione in un'opera a teatro. Lina Bruna Rasa trascorse gli ultimi 36 anni della sua vita in un ospedale psichiatrico di Cernusco sul Naviglio, dove morì.
Riposa nel cimitero di Cernusco sul Naviglio.

## Ruoli
Oltre ai ruoli teatrali di seguito elencati, Bruna Rasa ha anche cantato nelle esecuzioni radiofoniche di Maggiolata veneziana di Rito Selvaggi e Fedora di Umberto Giordano.
- Aida in Aida
- Sélika in L'Africaine
- Maddalena de Coigny in Andrea Chénier
- Amelia in Un ballo in maschera
- Magda in La campana sommersa
- Carmen in Carmen[4]
- Santuzza e Mamma Lucia in Cavalleria rusticana

- Leonora in La forza del destino
- Ricke in Germania[5]
- Gioconda in La Gioconda
- Matilde in Guglielmo Tell
- Isabeau in Isabeau
- Loreley in Loreley
- Maddalena in La Maddalena[6]

- Elena e Margherita in Mefistofele
- Atte in Nerone
- Omòniza in Omòniza[7]
- Desdemona in Otello
- Elisabetta (?) in I pittori fiamminghi[8]
- Cecilia Sagredo in La Sagredo[9]
- Dolly in Sly

- La zarina Militrisa in La fiaba dello zar Saltan
- Venere in Tannhäuser
- Tosca in Tosca
- St. Clare in Trittico Francescano
- Leonora in Il trovatore
- Wally in La Wally
- Silvia in Zanetto[10]

## Registrazioni
- Andrea Chénier (Luigi Marini, Lina Bruna Rasa, Carlo Galeffi, Salvatore Baccaloni; La Scala Orchestra e Coro; Lorenzo Molajoli, direttore). Originariamente registrata in 1931. Etichetta: Naxos Historical 811006667
- Cavalleria rusticana (Beniamino Gigli, Lina Bruna Rasa, Gino Bechi, Giulietta Simionato; La Scala Orchestra e Coro; Pietro Mascagni, direttore). Originariamente registrata nel 1940. Etichetta: EMI Studio 69987 (anche edita su Naxos Historical 811071415)
- Fedora (Gilda Dalla Rizza, Emilio Ghirardini, Antonio Melandri; La Scala Orchestra e Coro; Lorenzo Molajoli, direttore). Questo album contiene anche estratti dall'Andrea Chénier del 1931 (sopra) ed extra tracce di Lina Bruna Rasa che canta: L'altra notte in fondo al mare e Spunta l'aurora pallida dal Mefistofele; In quelle trine morbide da Manon Lescaut; Vissi d'arte da Tosca; Rivedrai le foreste imbalsamate (con Carlo Galeffi) da Aida; e Voi lo sapete, o Mamma da Cavalleria rusticana. Etichetta: Gala 758